# Castello di Petronell
Il castello di Petronell (Schloss Petronell in tedesco) si trova nel comune austriaco di Petronell-Carnuntum nel distretto di Bruck an der Leitha, in Bassa Austria, e le sue prime strutture risalgono all'XI secolo.

## Storia

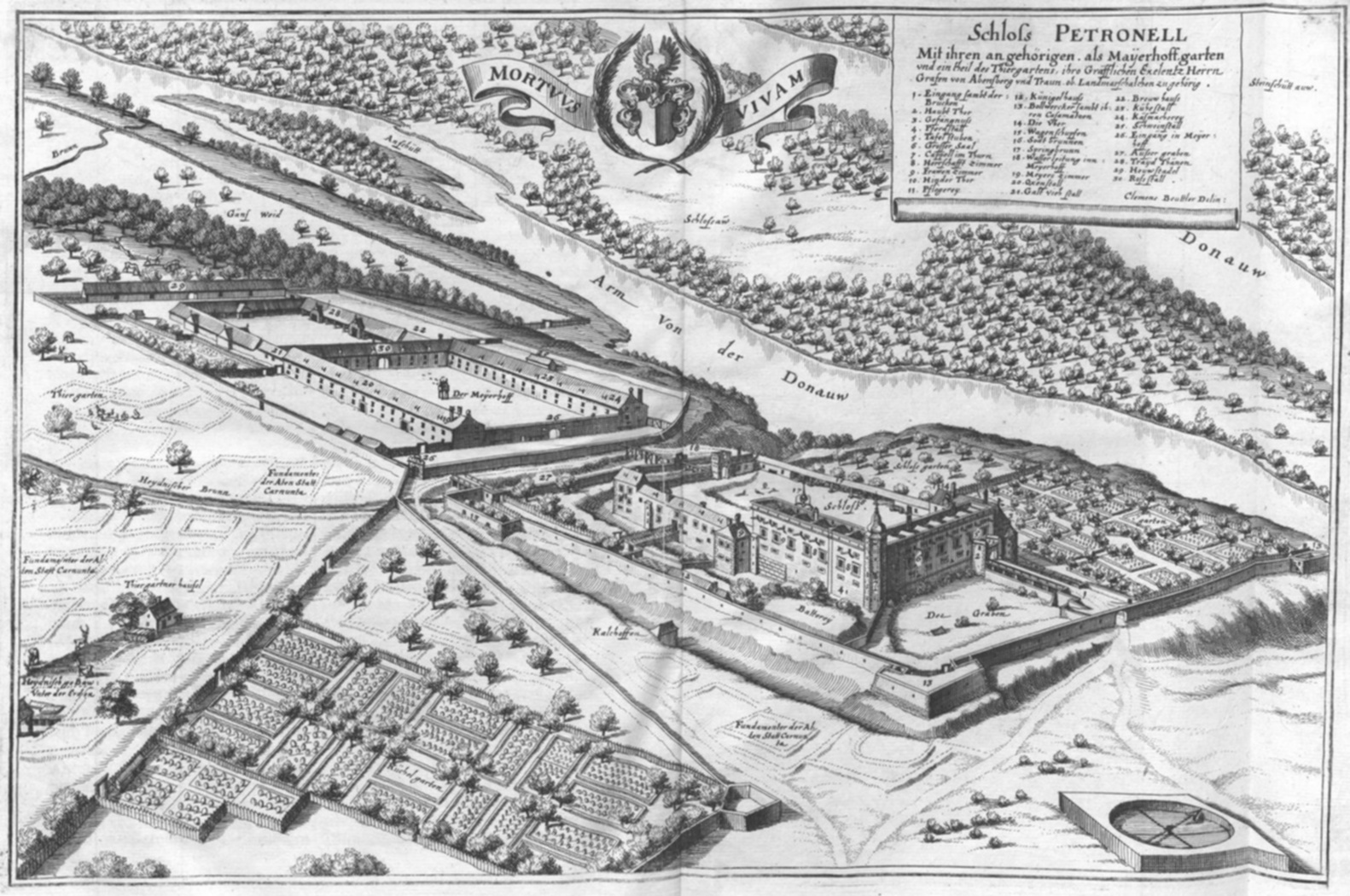
Immagine topografica della zona del castello realizzata da Matthäus Merian nel 1679

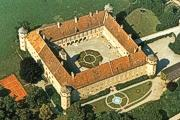
Immagine aerea del castello di Petronell

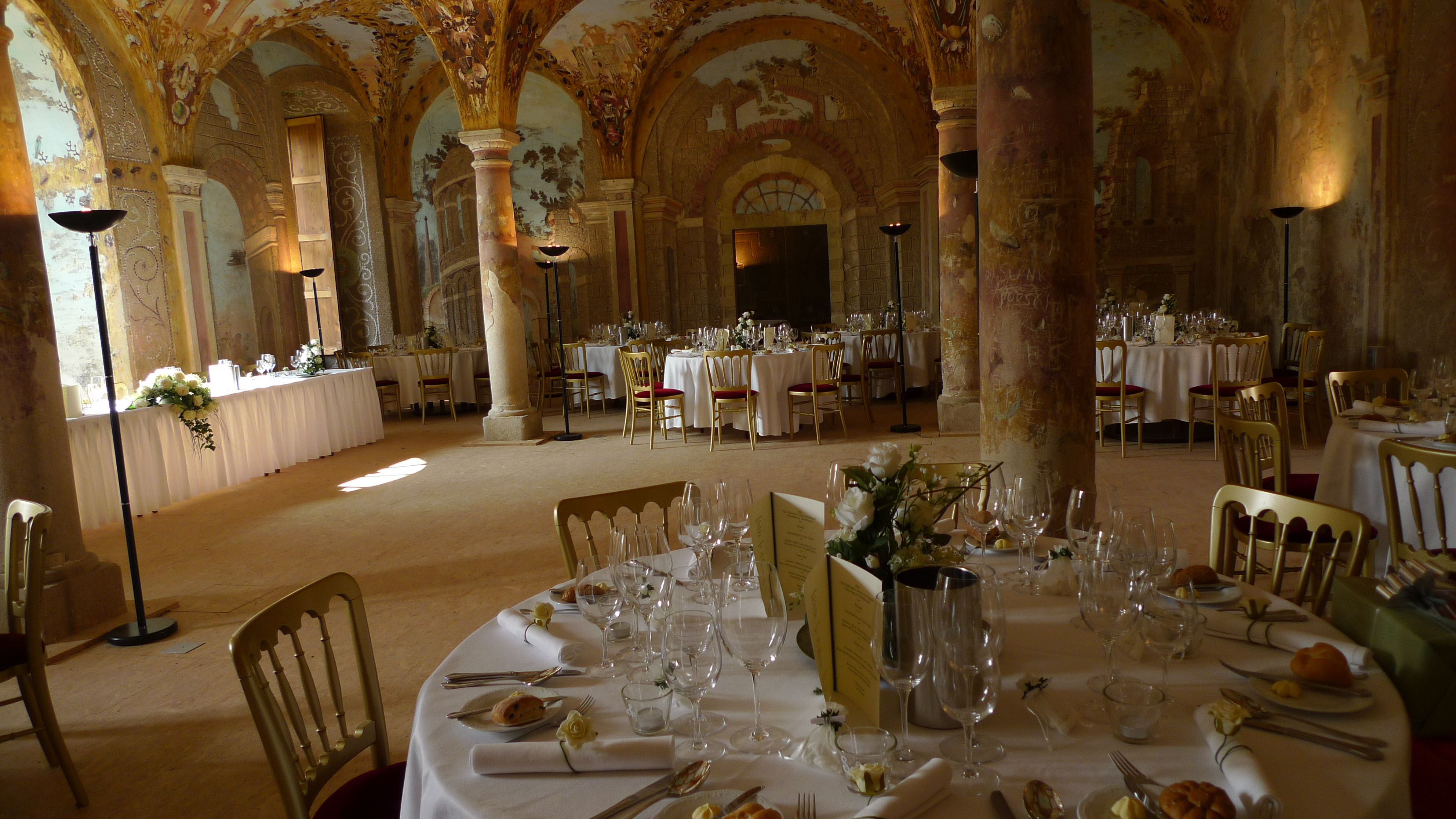
Interno. Una sala utilizzata per un ricevimento nel 2012

Il territorio di Petronell apparteneva ad Agnese di Poitou, vedova dell'imperatore Enrico III già da prima del 1077 e il primitivo castello era presente. In seguito la proprietà risultò essere ancora legata all'impero, con Corrado III di Svevia che la cedette a Hugo von Liechtenstein. Ai Liechtenstein subentrarono nel 1306 i signori di Kranichberg, la prima citazione ufficiale della fortezza risale al 1436 e si trova su un documento relativo alla spartizione di zone d'influenza. Circa sessant'anni dopo, nel 1496, il castello venne lasciato in eredità al Gran maestro dell'Ordine di San Giorgio, Hans Geumann. Con la morte dell'ultimo gran maestro la proprietà tornò in feudo agli Asburgo. Dopo circa mezzo secolo subentrarono i gesuiti di Graz che poco dopo vendettero il castello ad Hans Christoph Freiherr von Unverzagt. Scontri militari avvenuti nel territorio causarono grandi distruzioni nel 1619 e in seguito parte della struttura medievale fu demolita e sostituita da una nuova ala a sud-est. Tra il 1660 e il 1673 gli architetti Domenico e Carlo Martino Carlone e Carlo Carnevale ricostruirono l'antico castello con fossato trasformandolo in un palazzo moderno che durante l'invasione turca del 1683 venne devastato e incendiato. Danni molto ingenti vennero causati verso la fine della seconda guerra mondiale dai bombardamenti e poi dall'occupazione dell'Armata Rossa. Nel dopoguerra l'antico castello venne restaurato e restituito ai precedenti proprietari, la famiglia Abensperg-Traun. In seguito è stato nuovamente trascurato sino a quando è stato affittato ad un privato.

## Descrizione
Il castello si trova nel comune austriaco di Petronell-Carnuntum nel distretto di Bruck an der Leitha, in Bassa Austria, è un edificio a tre piani con quattro ali che racchiudono un ampio cortile. L'accesso principale è un monumentale portale barocco in pietra con arco a tutto sesto e la facciata è caratterizzata dalla sua lineare eleganza e dalle due torri a base poligonale che la fiancheggiano. Tutto il castello conserva l'aspetto di fortezza con torri difensive ai suoi quattro vertici. Gli interni sono di grande interesse, in particolare il magnifico salone dell'ingresso, la sala da ballo, i saloni d'oro e i saloni di caccia. Vi si conserva un ciclo di affreschi di carattere mitologico realizzato nel XVII secolo dal pittore Carpoforo Tencalla.
Il castello di Petronell in Austria è un bene sottoposto a tutela artistica col numero 11541.